# 近藤泰弘
近藤 泰弘（こんどう やすひろ、1955年1月 - ）は、日本の言語学者。専門は日本語学。青山学院大学名誉教授。現在、青山学院大学図書館館長。

## 人物・経歴
岐阜県生まれ。1979年東京大学大学院人文科学研究科国語国文学専門課程修了。東京大学文学部助手を経て、1987年日本女子大学助教授、1991年青山学院大学文学部助教授、1998年同大学文学部教授。2009年9月からは国立国語研究所客員教授を務める。
現在、日本語学会理事、日本語文法学会評議員。
研究は主に文法及びコーパス言語学を専門としている。

## 著書

### 単著
- 『日本語記述文法の理論』（ひつじ書房、2000年）

### 共編著
- 『音訓篇立索引』（汲古書院、1985年）
  - 山口明穂らとの共編。
- 『高山寺古訓点資料第三（大日経疏）』（東京大学出版会、1986年）
  - 築島裕らとの共編。
- 国語学会,国立国語研究所 編『国語学研究文献索引 国語史篇』（秀英出版、1996年）
  - 刊行委員として編集を担当。
- テニハ秘伝研究会 編『テニハ秘伝の研究』（勉誠出版、2003年）
- 『コーパスに基づく言語研究―文法化を中心に』（ひつじ書房、2004年）
  - 秋元実治、尾形こづえ、遠藤光暁、Traugott,Elizabeth Clossとの共著。
- 『日本語あれこれ事典』（明治書院、2004年）
- 『日本語の歴史』（放送大学教育振興会、2005年）
  - 月本雅幸、杉浦克己との共著。

## 受賞歴
- 1986年12月　第4回新村出研究助成金
- 2000年12月 著書『日本語記述文法の理論』（ひつじ書房、2000年）で、第28回金田一京助博士記念賞を受賞。
- 2001年6月 論文「平安時代古典語古典文学研究のためのN-gramを用いた解析手法」（近藤みゆきとの共著、2001年3月）で、言語処理学会 第7回年次大会優秀発表賞を受賞。

## 参考（出典）・外部リンク
- 近藤泰弘 - researchmap
- 近藤泰弘 - J-GLOBAL
- 近藤泰弘 - KAKEN 科学研究費助成事業データベース
- 教員情報 - 青山学院大学
- CiNii
- 近藤泰弘-Twitter